# Johannes Janssonius

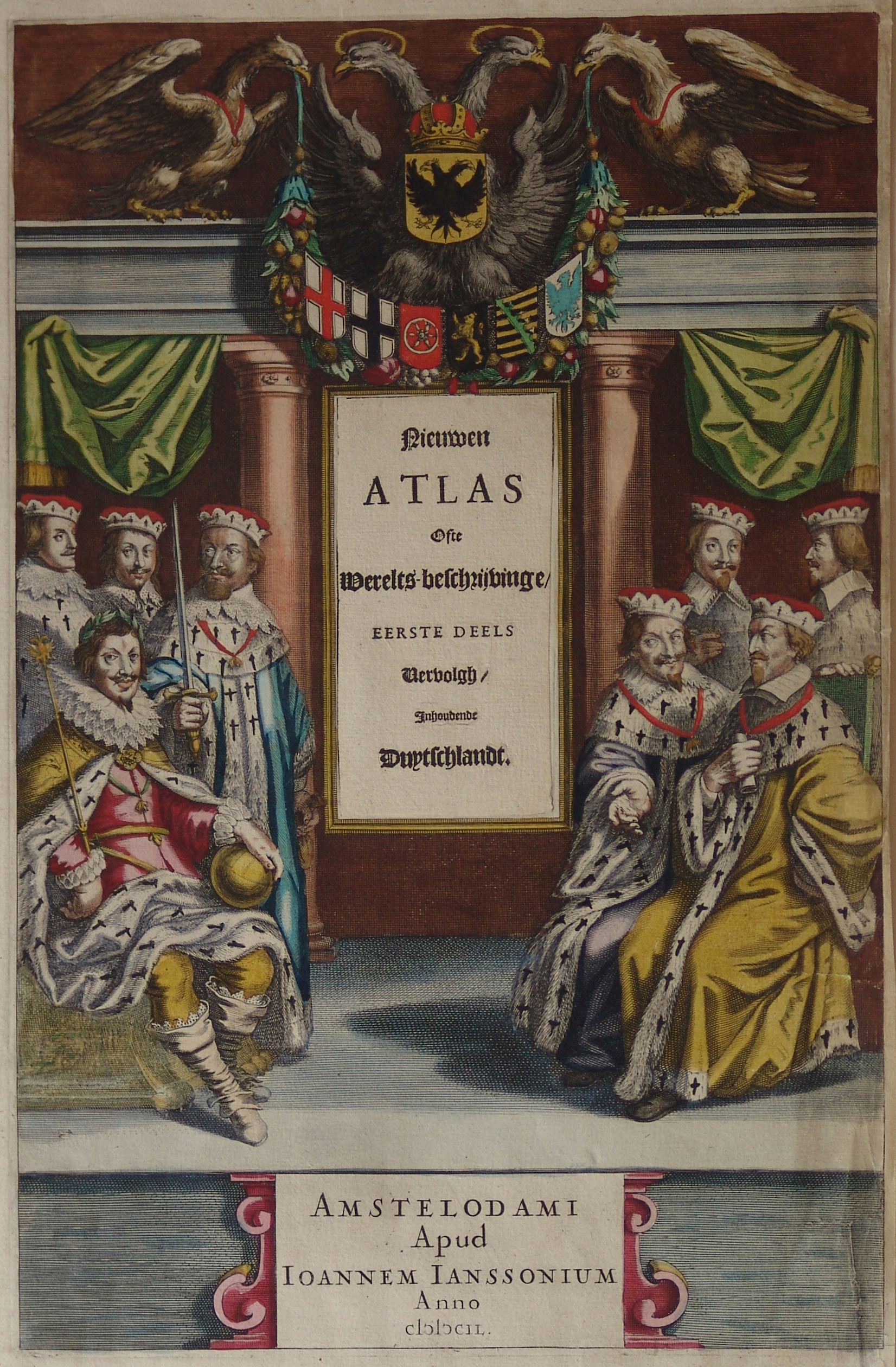
Nieuwen Atlas Janssonius

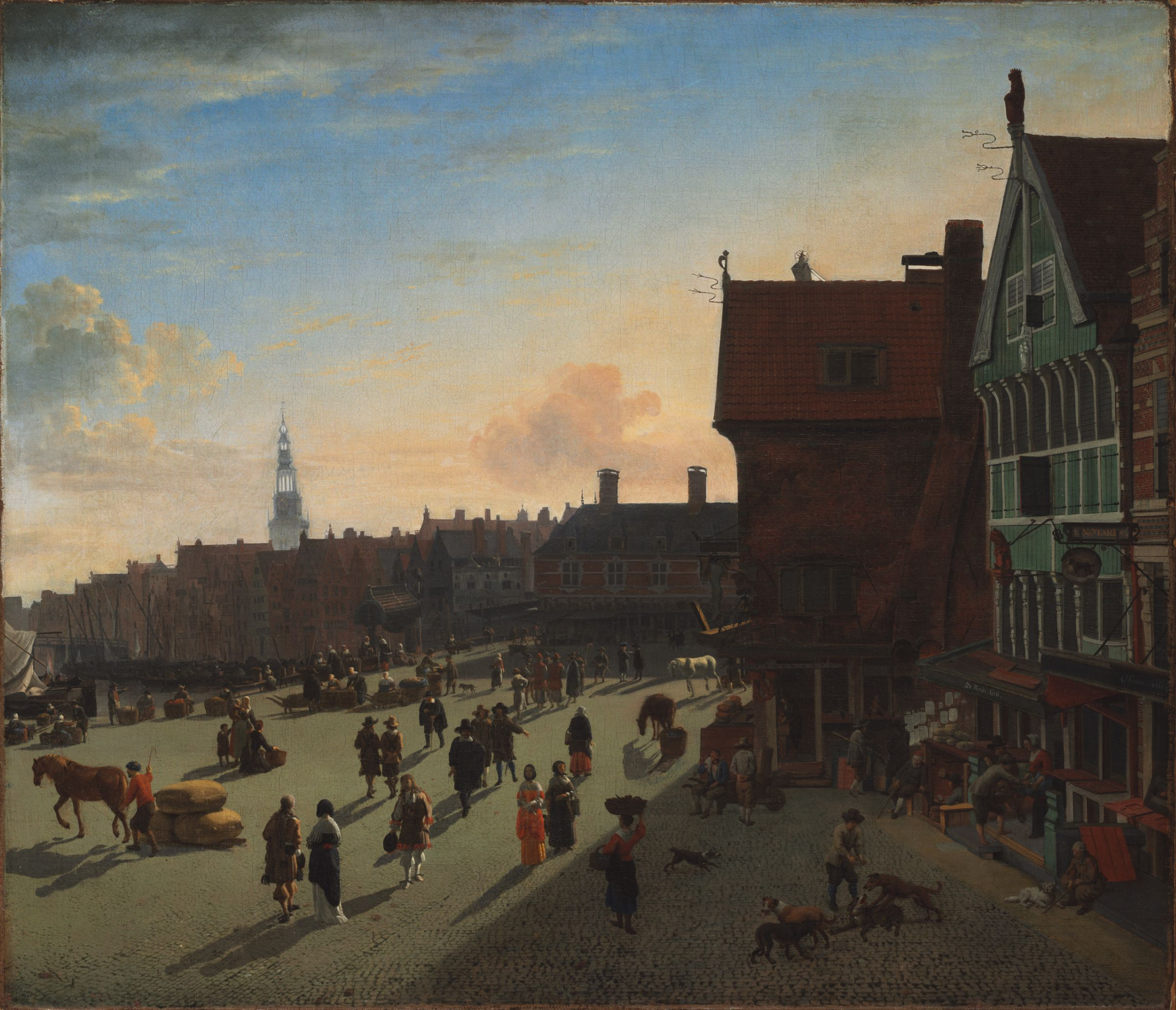
Het pand "De wakkere Hond" op de Dam

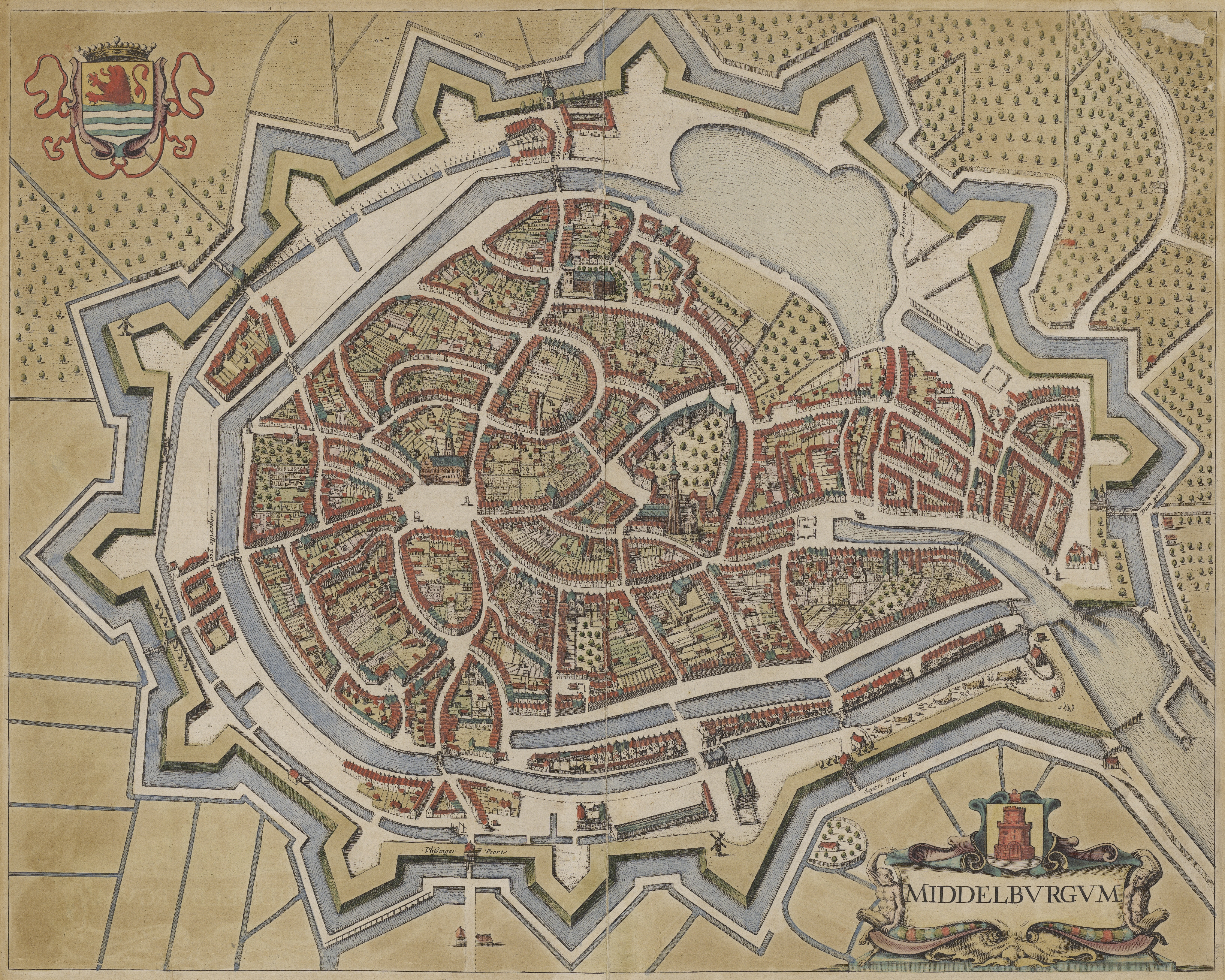
Middelburg 1657 uit Janssonius' stedenboek

Johannes Janssonius (Jan Jansz.) (Arnhem, 1588 - Amsterdam, juli 1664) was een Nederlandse cartograaf, drukker en uitgever.

## Biografie
Janssonius werd geboren in Arnhem als zoon van  Jan Jansz, een drukker en uitgever aldaar. Op jonge leeftijd verhuisde hij naar Amsterdam, het toenmalige centrum van de boekdrukkunst- en kaartenhandel. Vanaf 1616 was zijn bedrijf gevestigd Op ’t Water (= Damrak) met als uithangbord "in de Witte Pas-caert" (een zeekaart waarop een koers werd uitgezet). Van hieruit voerde Janssonius bijna een halve eeuw lang een verwoede concurrentiestrijd met zijn buren op het Damrak, vader Willem Blaeu en zoon Joan Blaeu.
In 1612 trouwde Janssonius met Elisabeth Hondius, dochter van Jodocus Hondius. Elisabeth overleed in 1627 en Janssonius hertrouwde in 1629 met Elisabeth Carlier. Hij ging werken voor zijn schoonvader en zette na diens dood samen met Henricus Hondius (zoon van) de uitgeverij op de Dam voort. Het oorspronkelijke uithangbord "De Wakkere Hond" bleef hangen, al heeft Janssonius zelf nooit een hond in zijn uithangbord gevoerd. De uitgeverij werd uitgebouwd tot een der grootste van die tijd. Er waren vestigingen in onder andere Berlijn, Frankfort, Genève, Lyon en Stockholm.
Onder Janssonius' leiding werd de Mercator-Hondius Atlas uitgebreid en gepubliceerd als Atlas Novus. Deze, aanvankelijk uit één deel bestaande uitgave werd spoedig een uit meerdere delen bestaande atlas, op verzoek aangevuld met zeekaarten en/of hemelkaarten. Er waren uitgaven in het Nederlands, Frans, Spaans en Latijn.
Net als zijn tijdgenoten maakte ook Janssonius gebruik van bestaande koperplaten, onder andere uit de stedenboeken van Braun & Hogenberg en de Description de touts les Pays Bas (Beschrijvinghe van alle de Neder-Landen) door Lodovico Guicciardini - (Cornelis Claesz. editie) uit 1609.
Alhoewel Janssonius vaak is beschuldigd van het kopiëren van werk van Willem Blaeu mag opgemerkt worden dat er ook kaarten van Janssonius eerder op de markt verschenen.
Na Janssonius' dood werd de firma voortgezet door zijn schoonzoon, Johannes (Jan) van Waesbergen, die gehuwd was met zijn dochter Elisabeth Janssonius (1615-1681). Veel koperplaten van de stedenboeken werden (soms lichtelijk aangepast) gebruikt door Frederik de Wit. Het pand op de Dam werd verhuurd aan Gerard Valck; ook een aantal drukplaten zijn in 1694 door hem opgekocht.

## Familie
Veel boekdrukkers, uitgevers en cartografen waren in deze tijd aan elkaar verwant:
- Johannes Janssonius was de schoonzoon van Jodocus Hondius die op zijn beurt de zwager van Pieter van den Keere was. Deze Pieter was weer een halfbroer van Petrus Bertius.
- Jan Jansz, die vader van Johannes Janssonius, was drukker en uitgever in Arnhem; zijn dochter Catharina, de zus van Johannes, huwde later met drukker Jacob van Biesen die het familiebedrijf in Arnhem voortzette. Een broer van Johannes, Herman Jansz (Brouwer), was actief als uitgever in Amsterdam.
- Elisabeth Janssonius (1615-1681), dochter van Johannes Janssonius, was gehuwd met Johannes van Waesberghe (1616-ca. 1681), een telg uit het oorspronkelijk Antwerpse boekdrukkersgeslacht Van Waesberghe.
- Catharina van Waesbergen, was gehuwd met Abraham Elsevier.
- Marguerite van Waesbergen was de moeder van Andries van Hoogenhuysen.

## Kaarten

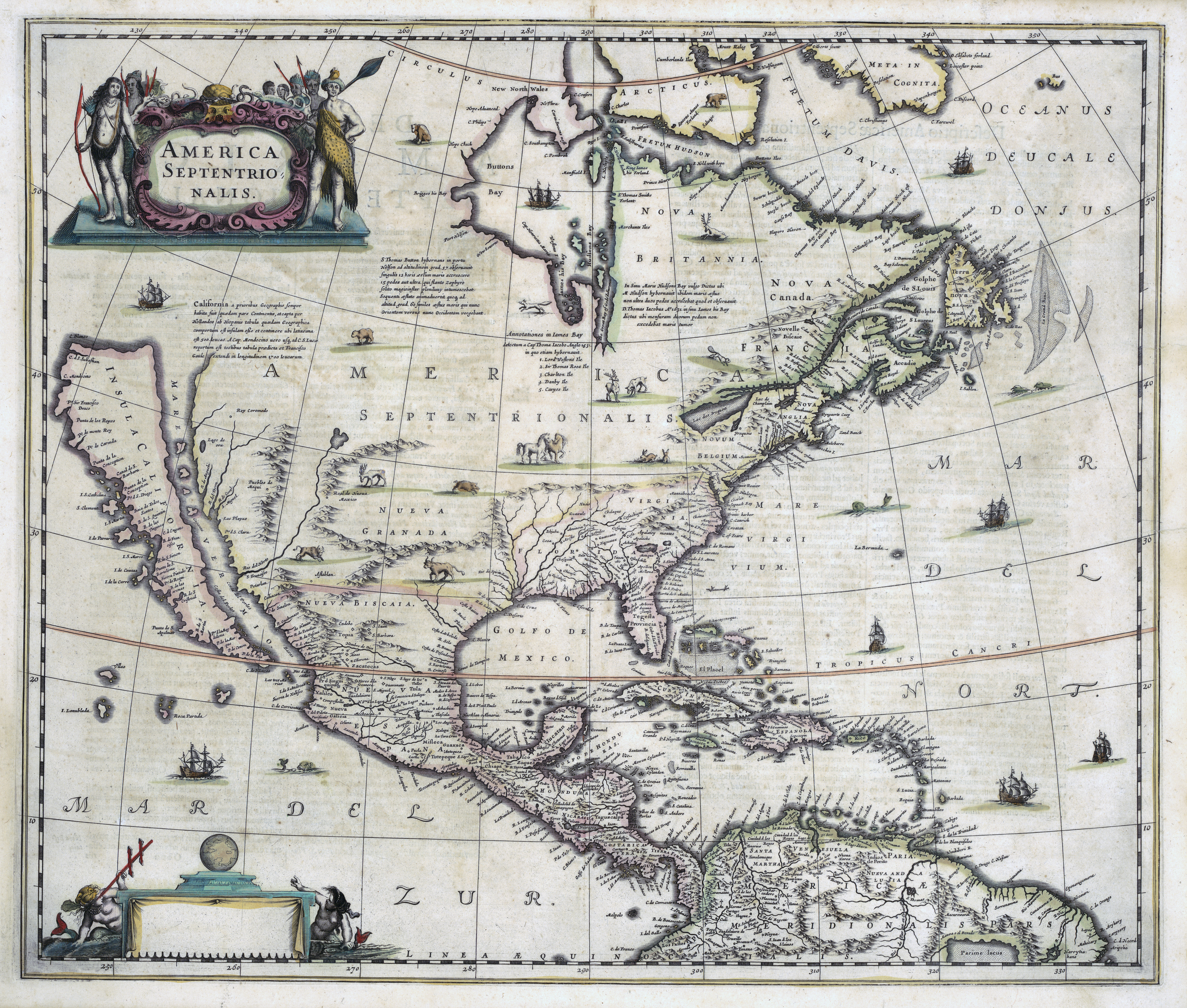
Noord-Amerika 1636
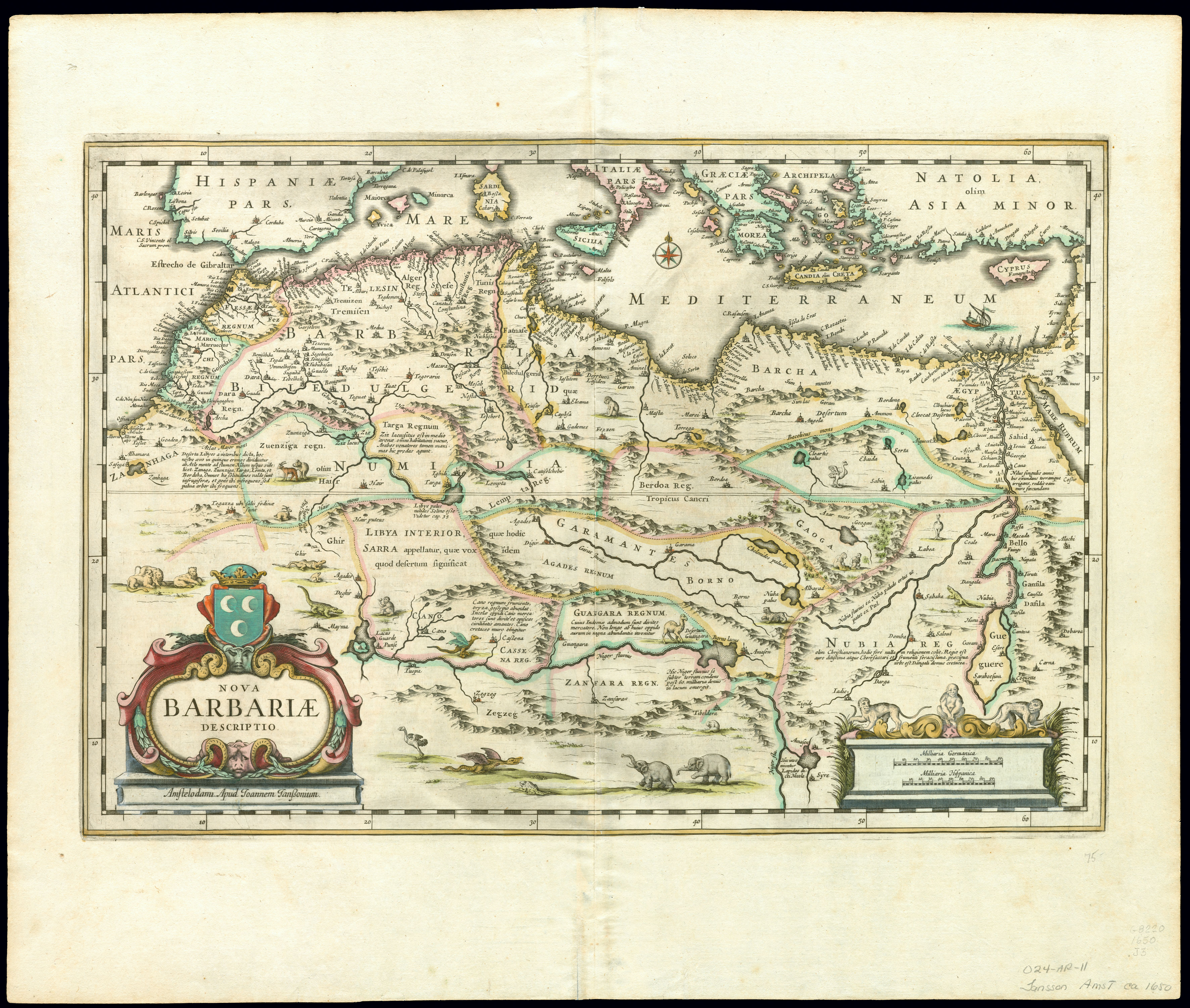
Noord-Afrika 1650
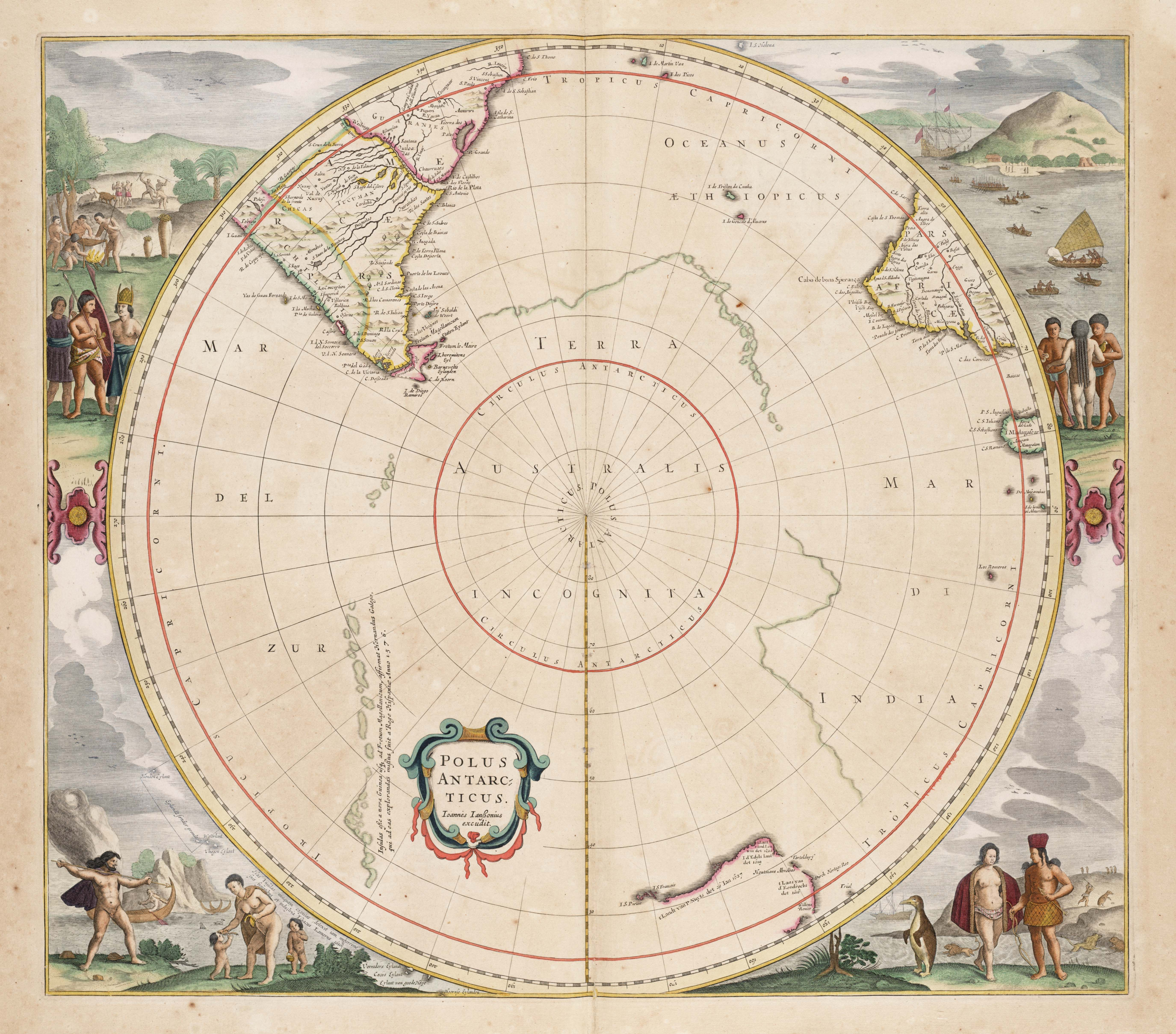
Antarctica 1657
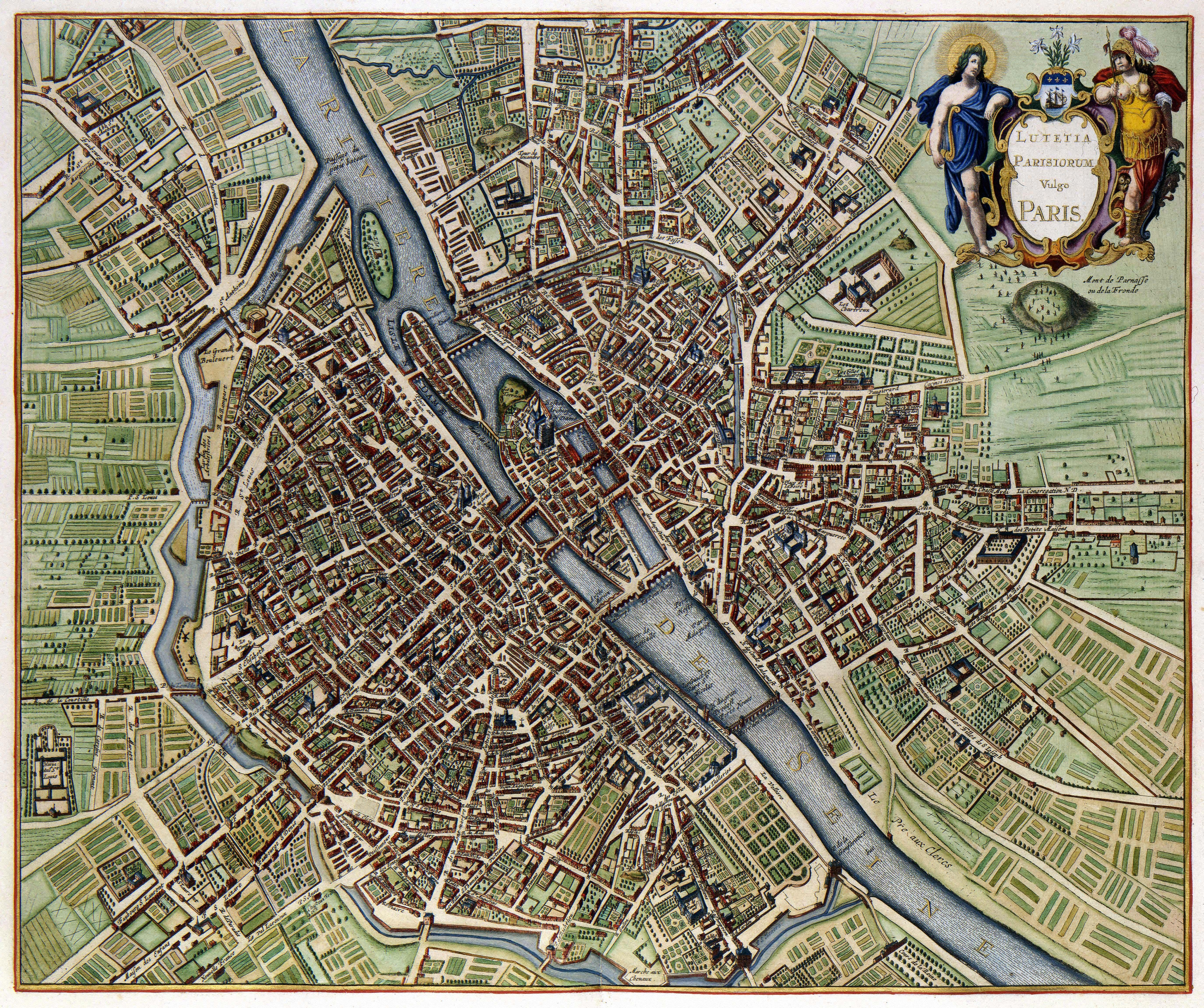
Parijs 1657
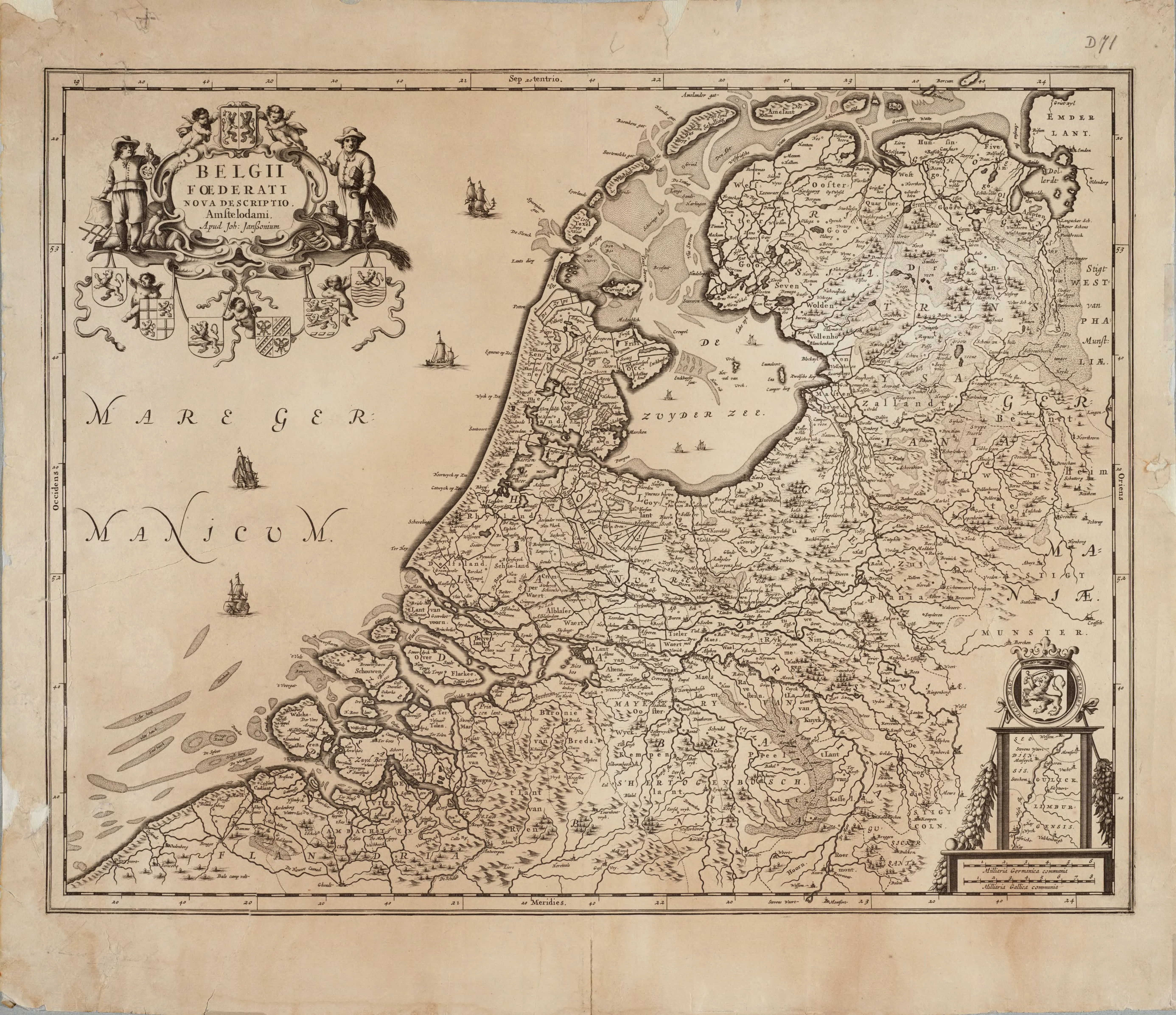
Nederland 1658